# Twixt Love and Fire
Twixt Love and Fire é um filme mudo norte-americano de 1914, do gênero comédia, dirigido por George Nichols e estrelado por Fatty Arbuckle e Peggy Pearce. Não tem relação com o filme homônimo de 1913.